# Завада (Новотомиський повіт)
Завада (пол. Zawada) — село в Польщі, у гміні Медзіхово Новотомиського повіту Великопольського воєводства.
Населення — 17 осіб (2011).
У 1975—1998 роках село належало до Гожовського воєводства.

## Демографія
Демографічна структура станом на 31 березня 2011 року:
|          | Загалом | Допрацездатний вік | Працездатний вік | Постпрацездатний вік |
| -------- | ------- | ------------------ | ---------------- | -------------------- |
| Чоловіки | 13      | 1                  | 12               | 0                    |
| Жінки    | 4       | 0                  | 4                | 0                    |
| Разом    | 17      | 1                  | 16               | 0                    |